# Griesbadgasse 30 (Ingolstadt)
Die Griesbadgasse 30 ist ein zweigeschossiges  Wohnhaus in Ingolstadt. Das 1901 errichtete Gebäude mit seitlichem Zwerggiebel und Mansarddach und seitlichem
Zwerchgiebel ist unter der Nummer D-1-61-000-140 als Denkmalschutzobjekt in der Liste des Bayerischen Landesamtes für Denkmalpflege eingetragen.